# Notozaury
Notozaury (Nothosauria) – rząd wymarłych gadów morskich z nadrzędu zauropterygów (Sauropterygia). Ich przedstawiciele żyli w okresie triasowym.
Pierwotnie do tej grupy zaliczano liczne prymitywne rodzaje wchodzące w skład nadrzędu Sauropterygia (z wyjątkiem plakodontów), jednocześnie zaś uznawano tak definiowane notozaury za przodków plezjozaurów. Jednak tak definiowane notozaury, nie obejmując plezjozaurów, były grupą parafiletyczną, obejmującą przy tym różne dość daleko spokrewnione gatunki. W ostatnich latach podjęto próbę przedefiniowana notozaurów tak, aby stały się grupą monofiletyczną. W tym celu wyłączono z tej grupy rodzaje należące do linii ewolucyjnej prowadzącej do plezjozaurów, m.in. Pistosaurus, Cymatosaurus czy Corosaurus; te rodzaje wraz z plezjozaurami tworzą szerszy klad Pistosauroidea, który z kolei wraz z monofiletycznymi notozaurami tworzy jeszcze szerszy klad Eusauropterygia. Przedefiniowane, monofiletyczne notozaury, nie będące przodkami plezjozaurów, obejmują m.in. rodzaje Nothosaurus, Simosaurus, Germanosaurus, Lariosaurus i Ceresiosaurus. Nie jest jasna pozycja systematyczna grupy Pachypleurosauria; dawniej zaliczano je do notozaurów, nowsze analizy kladystyczne sugerują jednak, że są od nich jeszcze prymitywniejsze, i należy je wyłączyć nie tylko z notozaurów, ale i z kladu Eusauropterygia (razem z którym pachypleurozaury wchodziłyby w skład jeszcze szerszego kladu Eosauropterygia). 
Notozaury miały opływowy kształt ciała, kończyny zakończone pięcioma palcami, spiętymi błonami pławnymi. Kończyny przednie były krótsze niż tylne. Notozaury, podobnie jak dzisiejsze foki, żyły zarówno na lądzie jak i w wodzie. Mierzyły przeciętnie około 3 m długości. Ogon długi, cienki i spiczasty, z płetwą na jego górnej części, służył do pływania. Szczęki długie, cienkie i pełne spiczastych zębów przystosowanych do łapania ryb. Kopalne szczątki tych gadów znane są z osadów triasowych Europy, południowo-wschodniej Azji i Ameryki Północnej. 